# Higgsov bozon
Higgsov bozon [híksov- bozón] je domnevni osnovni delec, ki ga napoveduje standardni model fizike delcev. Njegova vloga je precej osnovna: Higgsovi bozoni so nosilci Higgsovega polja, za katero se predvideva, da prežema vse Vesolje in daje vsem drugim delcem maso. Ker je Higgsovo polje skalarno, mora imeti Higgsov bozon (notranji) spin enak nič. Higgsov bozon nima električnega in barvnega naboja. Je tudi zelo nestabilen in po nastanku skoraj takoj v času 1 zeptosekunde razpade v druge delce. Če se bo izkazalo, da Higgsovi bozoni ne obstajajo, bo treba upoštevati brezhiggsovske modele. V nekaterih različicah standardnega modela lahko obstajajo različni Higgsovi bozoni.
Domnevo o obstoju takega bozona je leta 1964 postavil škotski fizik Peter Ware Higgs. Do leta 2002 so v pospeševalnikih po svetu prečesali energije do 115 GeV. Čeprav so zaznali nekaj posamičnih dogodkov, ki bi jih lahko pripisali Higgsovemu bozonu, odkritja niso mogli dokončno potrditi. Predvidevajo, da bo njegov obstoj dokočno potrdil Veliki hadronski trkalnik (LHC) v raziskovalnem središču CERN. Do konca leta 2011 je vrsta eksperimentov v trkalniku pokazala, da bi Higgsov bozon lahko imel maso približno 125 GeV/c2. 4. julija 2012 sta znanstveni skupini detektorjev CMS in ATLAS neodvisno sporočili, da sta potrdili formalno odkritje prej neznanega bozona z maso med 125–127 GeV/c2, katerega vedenje se s standardno deviacijo 5 sigma »ujema« s Higgsovom bozonom. Kljub temu pa so znanstveniki previdni pri izjavah, ali gre res za Higgsov bozon. Na podlagi nadaljnjih raziskav bodo lažje definirali odkritje.
V medijih Higgsov bozon pogosto imenujejo »božji delec«, kar naj bi ponazarjalo njegovo osnovno vlogo v našem razumevanju vesolja.